# Britomaro
Britomaro ou Britomaris foi um líder guerreiro da tribo dos sênones, um tribo de gauleses do norte da Itália. Ele é famoso por ter derrotado um exército romano comandado pelo cônsul Lúcio Cecílio Metelo Denter, em 284 a.C., na Batalha de Arrécio.

## História
Britomaro foi mencionado brevemente num texto por Apiano, que afirmou que ele matou os embaixadores romanos que foram enviados para admoestá-lo sobre os mercenários de seu povo que lutaram contra os romanos apesar do tratado assinado com Roma. Britomaro teria matado o embaixador por estar furioso com a morte de seu pai, morto lutando pelos etruscos "nesta mesma guerra". Públio Cornélio Dolabela, cônsul em 283 a.C., devastou então o Campo Gálico (o nome que os que romanos deram à terra conquistada pelos sênones), assassinou todos o homens, escravizou as mulheres e crianças e tornou a região inabitável. Britomaro foi preso e torturado. Durante triunfo de Dolabela, no ano seguinte, foi executado ao final do desfile, como era o costume.
Apiano também escreveu que "um pouco depois, os sênones (que estavam servindo como mercenários), sem lares pra onde voltarem, caíram corajosamente sobre o cônsul Domício e, derrotados por ele, se mataram em desespero". Não é claro a qual batalha Apiano se refere. É possível que tenha sido a Batalha do Lago Vadimo, no mesmo ano, travada por etruscos e gauleses contra os romanos, ou, provavelmente, e com maior probabilidade, outra batalha, mencionada por Políbio, que foi travada depois dela e na qual etruscos e gauleses foram derrotados novamente e obrigados a pedir a paz.